# شیر چک
شیر چک (چکی: Český lev) نام یک جایزهٔ ملی فیلم و تلویزیون در کشور جمهوری چک است که همه‌ساله توسط «آکادمی فیلم و تلویزیون چک» (ČFTA) به برترین‌های این دو رسانه اهدا می‌شود. بیشترین نامزدی برای این جایزه متعلق به فیلم یک بیمار برجسته است که در سال ۲۰۱۶ میلادی نامزد دریافت آن در ۱۳ شاخه مختلف شد.